# Cesare Nosiglia
Cesare Nosiglia, né le 5 octobre 1944 à Rossiglione dans la province de Gênes en Ligurie, est un évêque catholique italien, archevêque de Turin de 2010 à 2022.

## Biographie
Cesare Nosiglia suit ses études en vue de devenir prêtre au séminaire diocésain d'Acqui Terme et de Rivoli. il est ordonné prêtre le 29 juin 1968 pour le diocèse d'Acqui.
Il est envoyé à Rome pour approfondir ses études de théologie. Il obtient une licence en théologie à l'université pontificale du Latran et une licence en écritures sacrées à l'institut biblique pontifical.
Après quelques années en paroisse, il est détaché auprès de l'institut catéchistique national. Il y reste en poste de 1971 à 1991 en tant que directeur adjoint puis comme directeur.

### Évêque
Le 6 juillet 1991, Jean-Paul II le nomme évêque titulaire de Victoriana (de) et évêque auxiliaire de Rome. Il est chargé en particulier de la catéchèse et de l'enseignement.
Il reçoit la consécration épiscopale en la basilique Saint-Jean-de-Latran le 14 septembre suivant des mains du cardinal Camillo Ruini, cardinal vicaire de Rome.
Le 19 juillet 1996, il est élevé à la dignité d'archevêque et nommé vice-régent du diocèse de Rome.
À l'occasion du synode diocésain de Rome, il est rapporteur général et président de la commission post-synodale.
Au sein de la Conférence épiscopale italienne (CEI), il est membre de la commission épiscopale pour la doctrine de la foi et la catéchèse de 1992 à 1999. Il est secrétaire de la commission épiscopale pour l'éducation catholique, l'école et l'université de à partir de 1995 avant d'en prendre la présidence en 2000.
Lors du Jubilé de l'an 2000, il est vice-président de la commission pastorale missionnaire du comité central et président du comité italien pour la Journée mondiale de la jeunesse.
Il est également président du conseil national des écoles catholiques et président de l'organisation internationale de l'éducation catholique de 1998 à 2002.
Le 6 octobre 2003, il est nommé archevêque-évêque de Vicenza. Il y préside notamment en 2005 la béatification d'Eurosia Fabris Barban, première béatification hors du Vatican.
Le 25 mai 2010, il devient vice-président de la CEI chargé du nord de l'Italie.
Le 11 octobre 2010, Benoît XVI le transfère au siège métropolitain de Turin où il succède au cardinal Severino Poletto qui se retire pour raison d'âge.
Il est élu en janvier 2011 président de la région ecclésiastique du Piémont.

## Succession apostolique
Cesare Nosiglia a ordonné les évêques suivants :
- Évêque Adriano Tessarollo (it) (2009)
- Évêque Franco Lovignana (2011)
- Archevêque Marco Arnolfo (2014)
- Évêque Piero Delbosco (it) (2015)
- Évêque Marco Brunetti (it) (2016)
- Évêque Derio Olivero (it) (2017)
- Évêque Marco Prastaro (it) (2018)
- Cardinal Roberto Repole (2022)